# Alemannisches Fachwerk

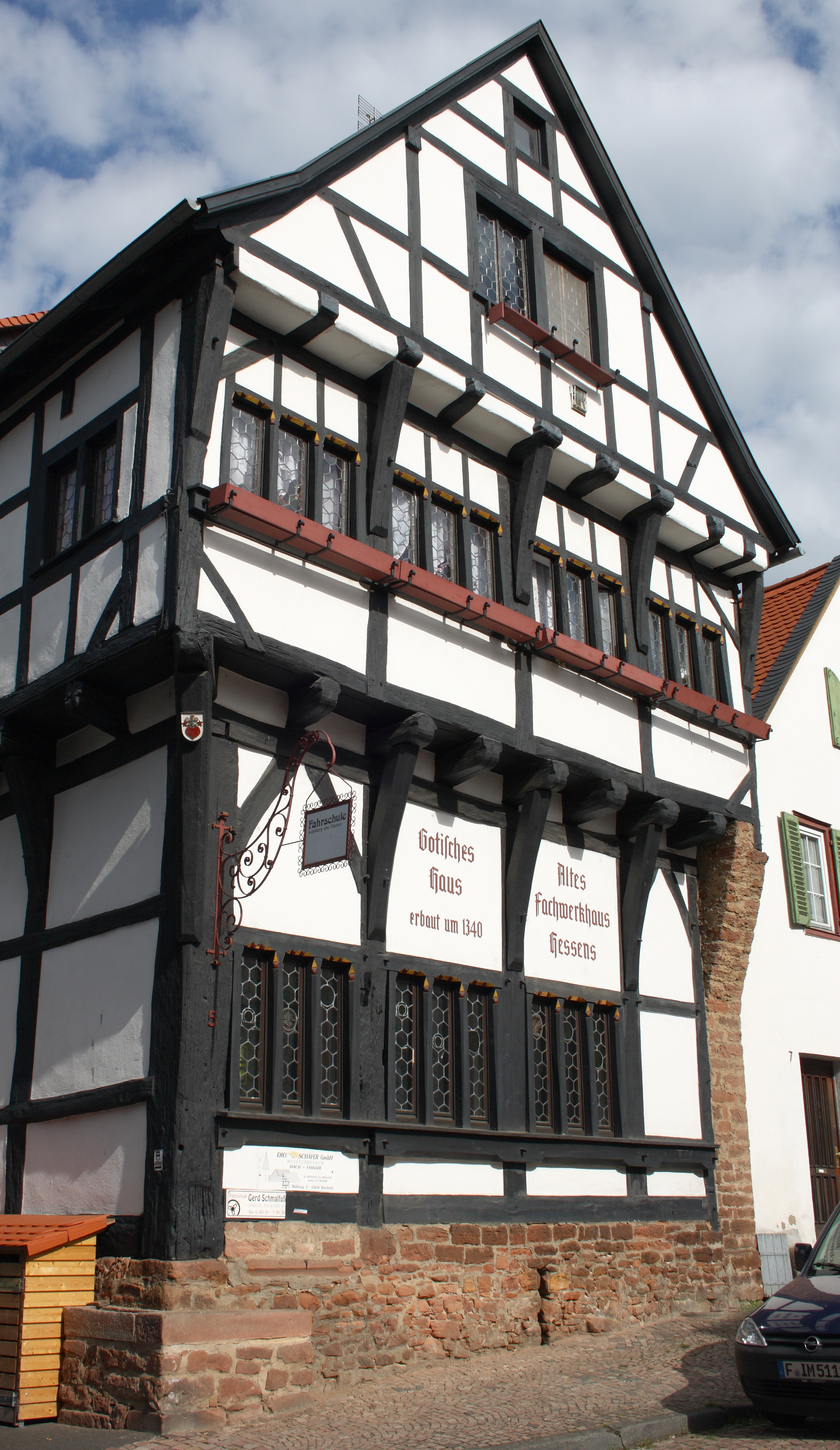
Gotisches Haus in Gelnhausen

Alemannisches Fachwerk ist ein mittlerweile infrage gestellter Fachbegriff der älteren Bauforschung, die Fachwerkhäuser vor allem regionaltypisch differenzierte und dabei außer Acht ließ, dass der Typus des alemannischen Fachwerks auch außerhalb Schwabens gebräuchlich war und die Unterscheidung zum sogenannten Fränkischen Fachwerk Schwächen aufweist. Man spricht daher heute meist von oberdeutschem Fachwerk und differenziert eher chronologisch in Entwicklungsphasen.

## Kennzeichen
Das alemannisch genannte Fachwerk ist in seiner spätmittelalterlichen Phase gekennzeichnet durch Stockwerkbauweise mit weitem Abstand der Ständer, durch angeblattete Kopf- und Fußbänder, durchlaufende Sturz- und Brustriegel und darin eingespannte Fenster und Bohlendeckenlage. Charakteristisch sind zudem Wohnstuben mit Bohlenwänden und Fenstererker.
Die meist nur um einen Balkenquerschnitt vorkragenden, in sich abgezimmerten Stockwerke ruhen auf den endgelegten Deckenbalken, die mit dem häufig wegen der großen Spannweite verdoppelten Rähm verkämmt sind, einfachvierkant hervortreten und von Knaggen gestützt werden. Die Fassade wirkt durch die klaren Konstruktionslinien.

## Verbreitung und Beispiele
Das Verbreitungsgebiet erhaltener Bauten reicht von den Alpen vereinzelt bis über den Main hinaus nach Norden und west-östlich von den Vogesen bis zum Lech, mitunter auch bis zum Bayerischen Wald. Die Kernzone widerspiegelt der Abschnitt „Vom Neckar zum Schwarzwald und Bodensee“ der Deutschen Fachwerkstraße.
Als herausragende Beispiele alemannischen Fachwerks in „ausentwickelter“ Form gelten die Rathäuser von Esslingen am Neckar, Besigheim und insbesondere von Markgröningen, „ein wundervoller und imponierender Bau von auffallend harmonischer Gestaltung und monumentaler Wirkung, der ohne Zweifel zu den schönsten Fachwerkhäusern in Deutschland zählt“. Eine karge Urform mit weiten Ständer-Abständen zeigt hingegen das im 14. Jahrhundert erstellte Alte Haus bzw. Schoberhaus in Pfullendorf.

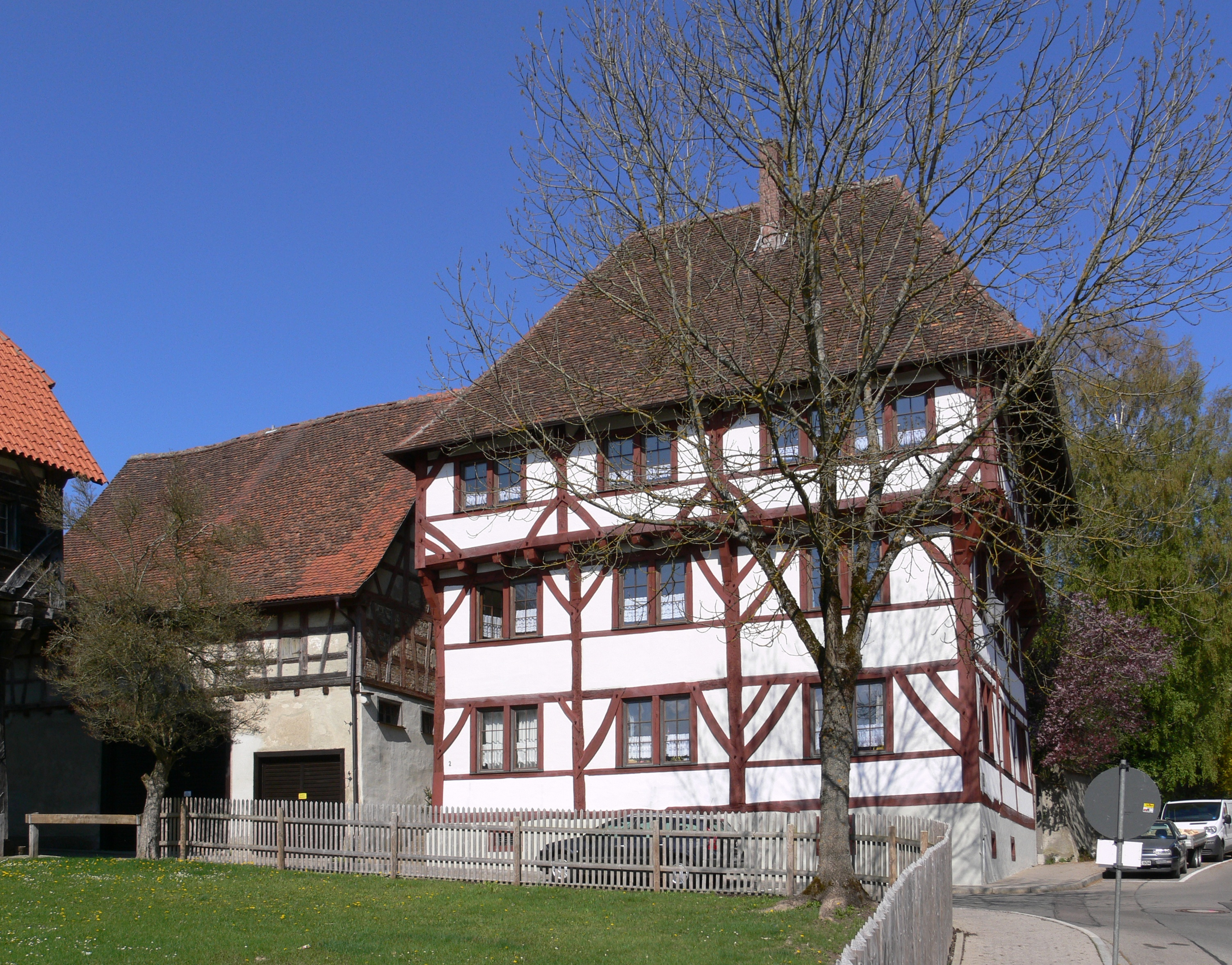
„Altes Haus“ in Pfullendorf (1317)
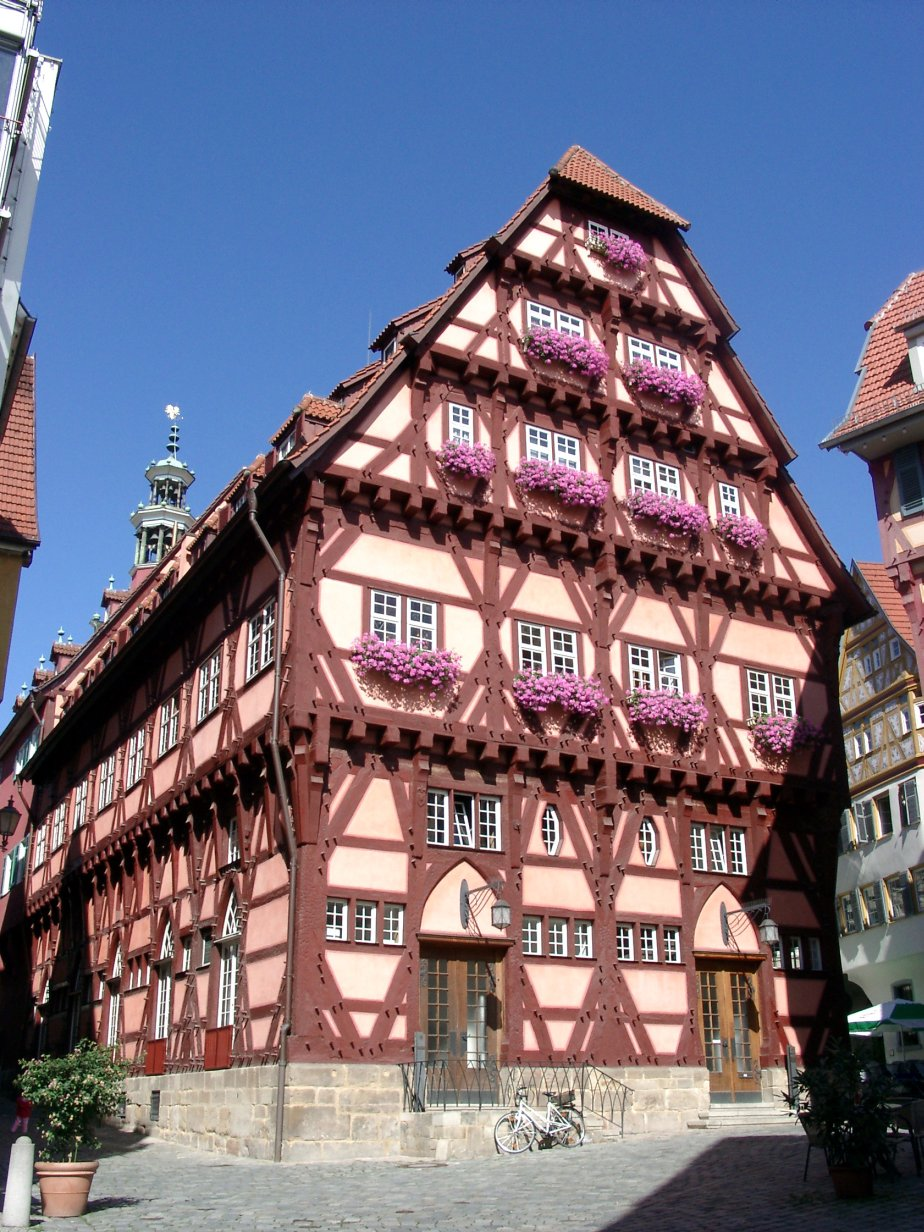
Altes Rathaus Esslingen (1420)
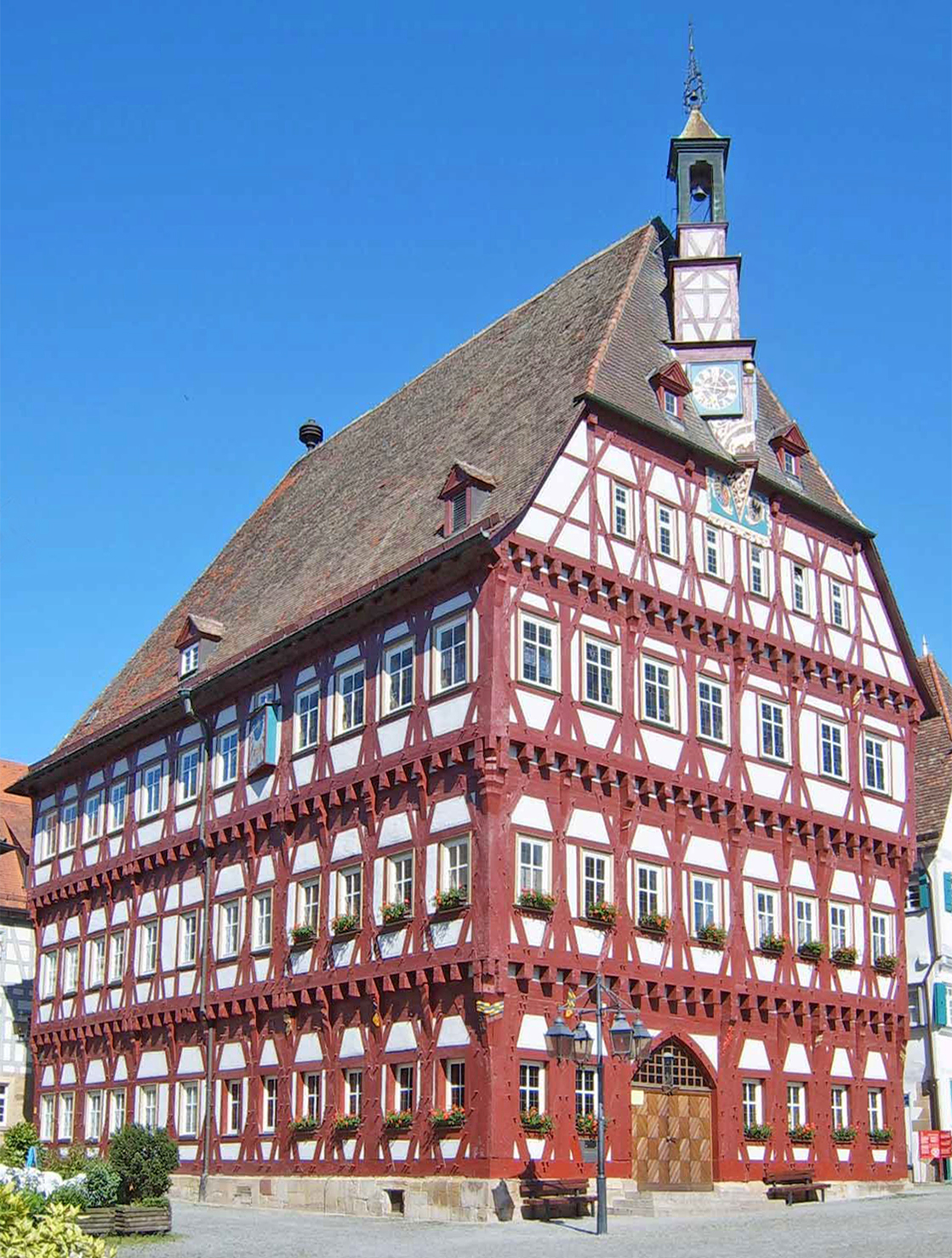
Rathaus Markgröningen (1441)
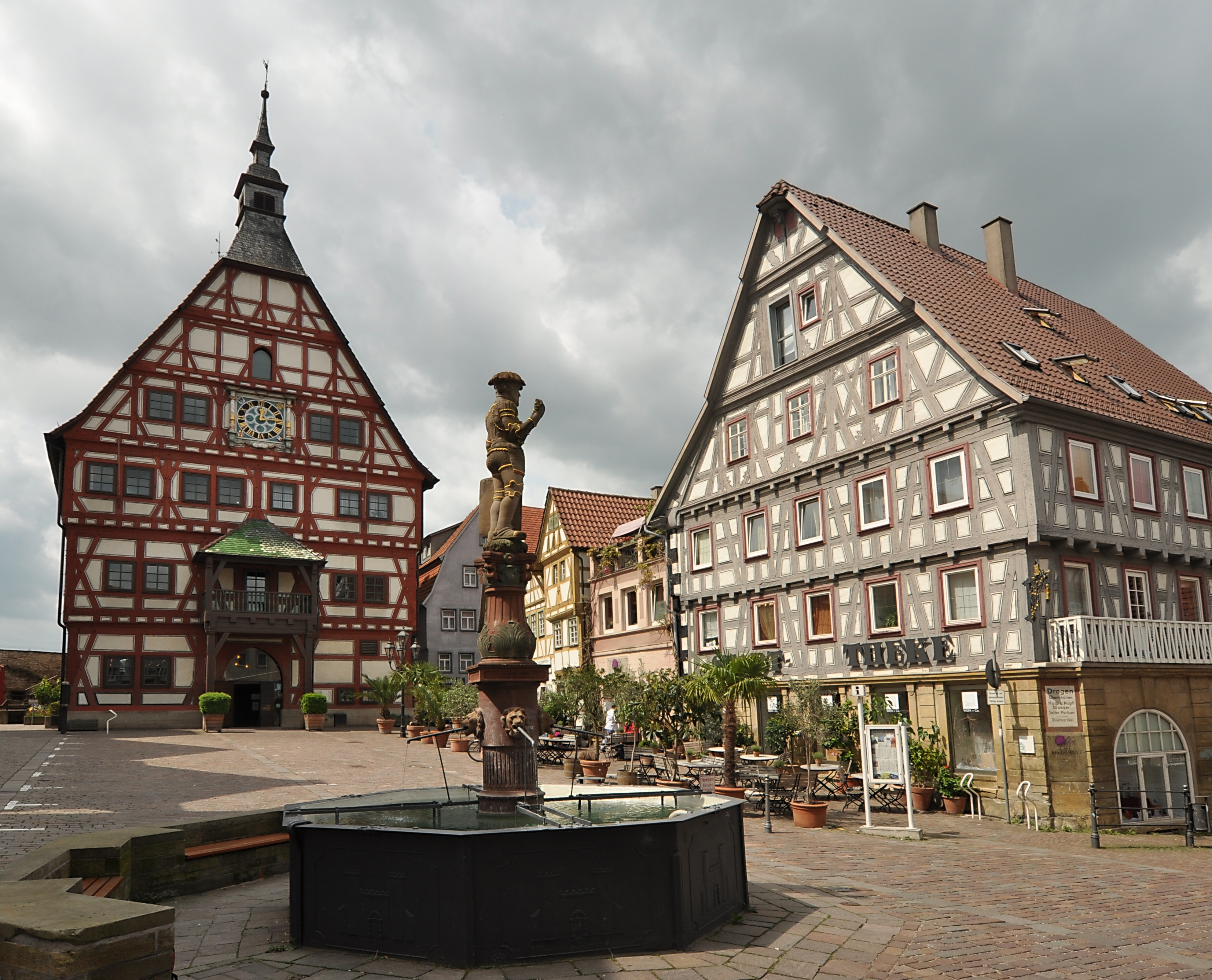
Rathaus von Besigheim (1449)

## Ende im 16. Jahrhundert
Im Verlauf der Entwicklung des Fachwerkes rückte man die Ständer mehr und mehr zusammen und setzte schließlich auf neue Formen wie den „Schwäbischen Mann“ mit oben und unten verstrebten Ständern. Außerdem lösten ab etwa 1480 verzapfte die aufgeblatteten Bänder ab. Gelegentlich wurde am selben Bau auch geblattet und verzapft.
Weil zahlreiche ältere Bauten statische Schwächen aufwiesen und brandanfälliger waren, untersagte Herzog Christoph von Württemberg Neubauten mit alemannischem Fachwerk und verfügte im Rahmen seiner 1568 erlassenen Landesbauordnung, Erdgeschosse künftig und rückwirkend auch im Bestand als Mauerwerk auszuführen.